# Bidford-on-Avon
Bidford-on-Avon är en ort och civil parish i Storbritannien.   Den ligger i grevskapet Warwickshire och riksdelen England, i den södra delen av landet, 140 km nordväst om huvudstaden London. Bidford-on-Avon ligger 39 meter över havet och antalet invånare är 4 830.
Terrängen runt Bidford-on-Avon är platt. Runt Bidford-on-Avon är det ganska tätbefolkat, med 149 invånare per kvadratkilometer. Närmaste större samhälle är Redditch, 16,6 km norr om Bidford-on-Avon. Trakten runt Bidford-on-Avon består till största delen av jordbruksmark.